# Mbwana Samatta
Mbwana Ally Samatta (Dar es-Salam, 13 de diciembre de 1992) es un futbolista tanzano. Juega de delantero y su equipo es el Le Havre A. C. de la Ligue 1.
Tras su fichaje por el Aston Villa se convirtió en el primer jugador tanzano en jugar en la Premier League.

## Selección nacional
Ha sido internacional con la selección de Tanzania en 80 ocasiones anotando 21 goles.

## Clubes
| Club                         | País       | Año       |
| ---------------------------- | ---------- | --------- |
| Simba S. C.                  | Tanzania   | 2010-2011 |
| T. P. Mazembe                | RD Congo   | 2011-2016 |
| K. R. C. Genk                | Bélgica    | 2016-2020 |
| Aston Villa F. C.            | Inglaterra | 2020      |
| Fenerbahçe S. K.             | Turquía    | 2020-2023 |
| Royal Antwerp F. C. (cedido) | Bélgica    | 2021-2022 |
| K. R. C. Genk (cedido)       | Bélgica    | 2022-2023 |
| PAOK de Salónica F. C.       | Grecia     | 2023-2025 |
| Le Havre A. C.               | Francia    | 2025-     |

## Palmarés

### Títulos nacionales
| Título                | Club                   | País     | Año  |
| --------------------- | ---------------------- | -------- | ---- |
| Linafoot              | T. P. Mazembe          | RD Congo | 2011 |
| Linafoot              | T. P. Mazembe          | RD Congo | 2012 |
| Linafoot              | T. P. Mazembe          | RD Congo | 2013 |
| Supercopa de RD Congo | T. P. Mazembe          | RD Congo | 2013 |
| Linafoot              | T. P. Mazembe          | RD Congo | 2014 |
| Supercopa de RD Congo | T. P. Mazembe          | RD Congo | 2014 |
| Pro League            | K. R. C. Genk          | Bélgica  | 2019 |
| Supercopa de Bélgica  | K. R. C. Genk          | Bélgica  | 2019 |
| Superliga de Grecia   | PAOK de Salónica F. C. | Grecia   | 2024 |

### Títulos internacionales
| Título                      | Club          | País     | Año  |
| --------------------------- | ------------- | -------- | ---- |
| Liga de Campeones de la CAF | T. P. Mazembe | RD Congo | 2015 |